# Gabriel de Lurieu

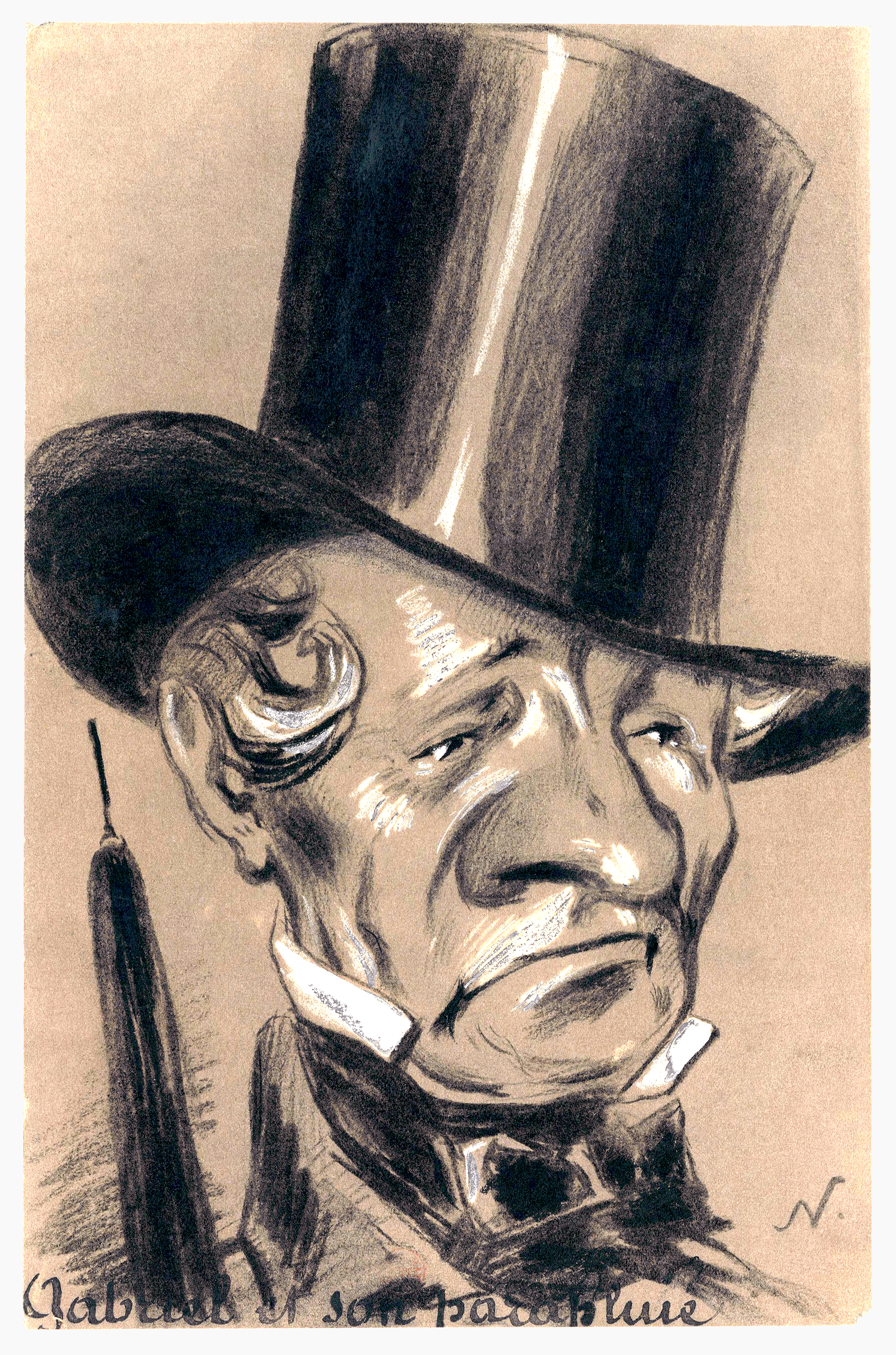
Caricatura di Gabriel de Lurieu

Gabriel-Zéphirin Gonyn de Lurieu noto anche come M. Gabriel (Parigi, 28 ottobre 1799 – Parigi, 4 febbraio 1889) è stato un drammaturgo e librettista francese.

## Biografia
Nato a Parigi il 28 ottobre 1799 (7 brumaio, anno VIII), ebbe un fratello (Jules-Joseph-Gabriel Gonyn de Lurieu, 1792-1869), anch'egli drammaturgo, con il quale è talora confuso.
Figlio di un capitano dei Dragoni (proveniente da una famiglia della piccola nobiltà), accanto a una carriera amministrativa, persegue la scrittura teatrale. È autore di numerose pièces teatrali e libretti di opere comiche, scritte in maggior parte in collaborazione, specialmente con Théophile Marion Dumersan, Francis baron d'Allarde, Armand d'Artois, Nicolas Brazier, Eugène Scribe, Bernard Lopez, Élie Sauvage, Alexis Wafflard, Ferdinand de Villeneuve, Michel Masson, Adolphe Charles Adam, Emmanuel Théaulon.
È morto il 7 febbraio 1889. In occasione del suo decesso, Jules Prével, giornalista di Le Figaro e librettista, ha scritto:
()

## Opere

### Teatro
- 1816; Le Tambour et la Vivandière, vaudeville storico in un atto
- 1817: Robinson dans son isle, commedia in un atto, con Michel-Nicolas Balisson de Rougemont, Armand d'Artois e Nicolas Brazier,[4]
- 1818; Les Solliciteurs et les fous, commedia in 1 atto e in prosa, in collaborazione con Mélesville
- 1818: Encore une folie ou La veille du mariage, commedia in un atto, con Pierre Capelle[5]
- 1818: L'Innocente et le Mirliton, vaudeville sbarazzino in 1 atto, con Pierre Carmouche e Charles-François-Jean-Baptiste Moreau de Commagny;
- 1818: Un second Théâtre-Français, ou le Kaléidoscope théâtral, rivista in 1 atto, in distici, con Carmouche, Henri Dupin e Moreau de Commagny;
- 1819: La Féerie des arts, ou le Sultan de Cachemire, folie-féerie vaudeville in 1 atto, con Armand d'Artois e Francis baron d'Allarde
- 1820: Les Visites à Momus, folie-vaudeville in 1 atto, con Armand d'Artois e Francis d'Allarde;
- 1821: La Nina de la rue Vivienne, con Armand d'Artois e Francis d'Allarde;
- 1821: Monsieur Lerond, commedia-vaudeville in 1 atto, con Francis d'Allarde;
- 1822; Les Blouses ou La Soirée à la mode, vaudeville in 1 atto, con Achille d'Artois e Emmanuel Théaulon;
- 1822: La Chercheuse d'esprit, opéra-comique di Antoine-Pierre-Charles Favart, messa in vaudevilles, con Nicolas Gersin;
- 1822: Les Arrangeuses, ou les Pièces mises in pièces, folie-vaudeville, in 1 atto, con Gersin e Édouard-Joseph-Ennemond Mazères;
- 1823: L'Enfant de Paris, ou le Débit de consolations, con Armand d'Artois e Francis d'Allarde;[6]
- 1823: Guillaume, Gautier et Garguille, ou le Cœur et la pensée, con Armand d'Artois e Francis d'Allarde;
- 1823: L'Aveugle de Montmorency, commedia in 1 atto, mista a distici, con Nicolas Brazier, e Nicolas Gersin;
- 1824; Le Gascon à trois visages, con Charles Honoré;
- 1824: Les Personnalités, ou le Bureau des cannes, vaudeville in 1 atto, con Francis d'Allarde e Armand d'Artois;
- 1824: L'École des ganaches, con Armand d'Artois e Francis d'Allarde;
- 1824: Thibaut et Justine, ou le Contrat sur le grand chemin, commedia in 1 atto, con Armand d'Artois e Francis d'Allarde;
- 1824: L'imprimeur sans caractère, ou Le classique et le romantique, con Armand d'Artois e Francis d'Allarde;
- 1825: Les Deux Jockos, in 1 atto, con Armand d'Artois e Francis d'Allarde;
- 1825: Les Lorrains, con Armand d'Artois e Francis d'Allarde;
- 1825; La Couronne de fleurs, vaudeville in 1 atto, con Gersin e Jean-Baptiste-Charles Vial;
- 1826: Paméla, ou la Fille du portier, vaudeville in 1 atto, con Balisson de Rouugemont,[7]
- 1826: Le Voisin, ou Faisons nos affaires nous-mêmes, commedia-vaudeville in 1 atto, con Gersin e Marc-Antoine Madeleine Désaugiers;
- 1826: Le Baron allemand, ou le Blocus de la salle à manger, commedia-vaudeville in un atto, con Louis-Émile Vanderburch e Armand d'Artois;
- 1826: Les Dames à la mode, à-propos-vaudeville in 1 atto, con Nicolas Brazier e Nicolas Gersin;
- 1827: Les Dames peintres, ou l'Atelier à la mode, tableau in 1 atto, con Charles Nombret Saint-Laurent;
- 1831: Les Bouillons à domicile, revue-vaudeville in 1 atto, con Ferdinand de Villeneuve e Charles de Livry;
- 1831: La Caricature, ou les Croquis à la mode, album in 7 pochades, con de Villeneuve e de Livry;
- 1831: La Langue musicale, opéra-comique in 1 atto, con Moreau de Commagny;
- 1832: La ferme de Bondi, ou Les deux réfractaires, episodio dell'Impero in 4 atti, con de Villeneuve e Michel Masson;
- 1834: Le Triolet bleu, commedia-vaudeville in 5 atti, con de Villeneuve e Masson;
- 1836; La Belle Écaillère, dramma vaudeville con Emmanuel Théaulon;
- 1837; Crouton, chef d’école ou Le Peintre véritablement artiste, tableau in 1 atto, con Emmanuel Théaulon e Frédéric de Courcy;
- 1837; La Dot de Cécile, vaudeville in 2 atti, con Emmanuel Théaulon e Angel;
- 1839; Argentine, commedia in 2 atti, con Charles Dupeuty e Michel Delaporte;
- 1840: Tout pour les filles rien pour les garçons, vaudeville in 2 atti, con de Villeneuve;
- 1842: Les batignollaises, vaudeville sbarazzino in 1 atto, con de Villeneuve;
- 1849: La Belle Cauchoise, commedia-vaudeville in 1 atto, con Eugène Guinot;
- 1855: Bonaparte à l'École de Brienne, pièce in 3 atti e 4 quadri, con de Villeneuve e Masson;

### Libretti
- 1825: Jocko ou le Singe du Brésil, dramma in 2 atti, con Edmond Rochefort, musica di Alexandre Piccinni;[8]
- 1851: La Perle du Brésil, dramma lirico in 3 atti, con Sylvain Saint-Étienne, musica di Félicien David;
- 1858: Les Trois Nicolas, 1858, opéra-comique in 3 atti, con Eugène Scribe e Bernard Lopez, musica di Louis Clapisson;